# Kerk van Damsholte
De Kerk van Damsholte (Deens: Damsholte Kirke) is de parochiekerk van Damsholte op het westelijke deel van het eiland Møn in Denemarken. Het kerkgebouw behoort tot de fraaiste rococo-bouwwerken van het land en is de enige Deense dorpskerk die in deze stijl werd opgetrokken.

## Geschiedenis
De bouw van de kerk vond in de periode 1741-1743 plaats en valt in het Deense landschap op met de vaalgele rococogevel. Het kerkgebouw werd gebouwd na een forse groei van de bevolking van Damsholte en omgeving. In 1740 werd bij koninklijk besluit de parochie Damsholte door afsplitsing van de parochie Stege gevormd. Aan de bouw droeg koning Christiaan VI zelf 3.000 rijksdaalders bij, terwijl de andere kerken op het eiland elk 1.000 rijksdaalders en de andere kerken in Denemarken met 1 rijksdaalder bijdroegen.
De architect van het kerkgebouw was Philip de Lange, een in die dagen gerenommeerde architect, die zich sterk had laten beïnvloeden door de Nederlandse late barok. 

## Beschrijving

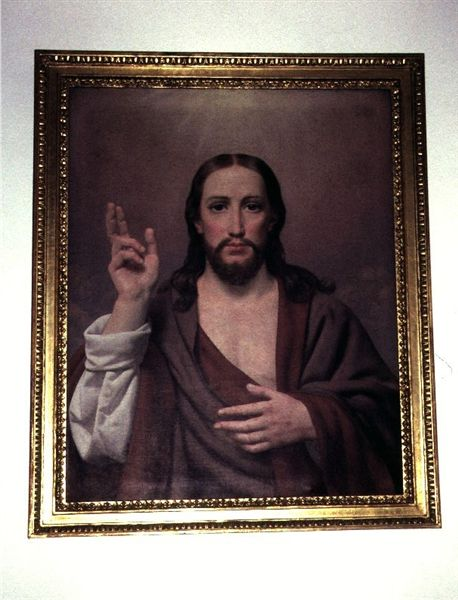
Voormalig altaarstuk van Eckersberg

Het gebouw bestaat uit een rechthoekig schip met zowel aan de oostelijke als westelijke kant een 5/8 afsluiting. Aan de westelijke kant van de kerk bevindt zich een dakruiter met een uivormige bekroning.
Het in ingetogen grijstinten geverfde interieur wordt gedomineerd door galerijen die door houten zuilen worden gedragen en een groot altaar met een kansel hoog boven het altaarstuk.
Boven de middelste bankenrij hangt een votiefschip van het lijnschip de Prins Christiaan Frederik.
Het driedelige altaarstuk is een werk uit 1993 en werd geschilderd door Sven Havsteen-Mikkelsen. Het toont de gekruisigde Jezus tussen de twee misdadigers. Aan de noordelijke muur hangt een schilderij van Christus, een werk van Eckersberg uit 1825 en aan dezelfde muur bevindt zich in een nis nog een beeld van Christus. Daarnaast hangt een herinneringsbord voor de gevallenen in de Tweede Duits-Deense Oorlog van 1864. Aan de zuidelijke muur is een portret van de eerste predikant, Rasmus Platou, en een schilderij van Niels Skovgaard met een voorstelling van de Opstanding te zien.
De twee koperen kandelaars op het altaar werden geschonken tijdens de consecratie van de kerk. De smeedijzeren knielbank bevatten de monogrammen van Christiaan VI en Sophia Magdalena. Het doopvont is van hout gemaakt.

## Kerkhof
In een grafkapel aan de noordzijde van de kerk werden Antoine Bosc de la Calmette, telg van een Nederlands-Franse hugenotenfamilie die samen met zijn ouders in 1759 vanuit Nederland naar Denemarken vertrok en later enige bekendheid verkreeg als kunstenaar en landschapsarchitect, en zijn vrouw Lisa Bosc de la Calmette. Het echtpaar tekende ook voor de bouw van een bekende toeristische trekpleister: het kleine slot Liselund op de oostelijke kant van het eiland.
Het graf onder de heuvel werd aangelegd voor de familie Tutein, die voor een bepaalde periode het slot Marienborg bewoonde. O.a. de politicus P.A. Tutein (1797-1885) de weduwe van bisschop D.G. Monrad, Emmy Tutein (overleden in 1894), vonden hier hun laatste rustplaats.
De Deense schrijfster Elsa Gress († 18 juli 1988) ligt eveneens op het kerkhof van Damsholte begraven.